# آری‌ایه کنموتسو
آری‌ایه کنموتسو (به ژاپنی: 有家監物) (۱۶۳۸ – ۱۵۷۷ میلادی) یکی از مسیحیان در دوره ادو بود. او به همراه آماکوسا شیرو یکی از رهبران شورش شیمابارا بود. وی نخست در خدمت دایمیوِ مسیحی آریما هارونوبو بود و بعد از مرگ هارونوبو به خدمت پسر و جانشین او آریما نائوزومی درآمد. هنگامی که خاندان آریما از شیمابارا به ولایت دیگری نقل مکان کردند او به یک رونین تبدیل شد و در «روستای آری‌ایه» زندگی می‌کرد. در سال ۱۶۲۸ به همراه ۲۰۷ نفر دیگر از اهالی روستا به قلعه شیمابارا برده شد و برای تغییر مذهب تحت فشار ماتسوکورا شیگه‌ماسا قرار گرفت. در آن زمان او به همراه شخص دیگری به نام «باباساکی کیسوکه» رهبری روستا را بر عهده داشت. باباساکی کیسوکه به خاطر امتناع از کنار گذاشتن مسیحیت سربریده شد اما او و همسرش ظاهراً به تغییر مذهب تن در دادند و توانستند جان سالم به در ببرند. احتمالاً در شورش شیمابارا یکی از فرماندهان بوده‌است و بر طبق یکی از منابع دختر او همسر آریما هارونوبو بوده‌است.
آری‌ایه در هنگام سقوط قلعه هارا در جنگ تن به تن با ایتاکورا شیگه‌نوری کشته شد.